# Athletics de Philadelphie (1860-1876)
Les Athletics de Philadelphie (en anglais : Philadelphia Athletics) sont une ancienne franchise américaine de baseball basée à Philadelphie en Pennsylvanie qui opéra en National Association of Base Ball Players (1861-1870), puis en National Association of Professional Base Ball Players (1871-1875) et en Ligue nationale (1876) en remportant une fois le titre (1871).

## Histoire

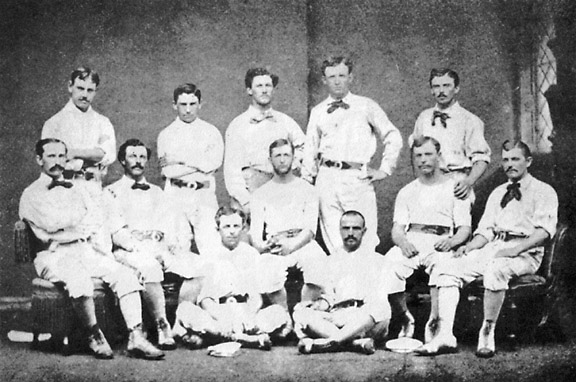
Les Athletics en 1874

Le club est fondé en 1860 par James N. Kerns sous le nom d'« Athletic Base Ball Club ». Ce nom est transformé par les journalistes en Athletics, puis en Athletic of Philadelphia et en Philadelphia Athletics.
Les Athletics rejoignent la National Association of Base Ball Players dès 1861 puis passent professionnels en 1869. Ils participent à la formation de la National Association of Professional Base Ball Players en 1871 et remportent la première édition de ce premier championnat professionnel. Le match décisif a lieu le 30 octobre 1871 à Brooklyn contre Chicago. Les Athletics s'imposent 4-1 et enlèvent le titre. Nate Berkenstock, un joueur amateur de 40 ans qui fut aligné en raison de blessures des titulaires disputa à cette occasion son seul match dans les grandes ligues.
En 1876, les Athletics sont partie prenante de la fondation de la Ligue nationale, mais ils sont exclus à l'issue de la saison inaugurale. Durant cette saison 1876, Philadelphie commence son calendrier le 22 avril par un match face aux Red Caps de Boston. C'est une défaite 6-5. Ce résultat décevant est à l'image de la saison qui voit les Athletics terminer avec 14 victoires en 60 matchs. La saison n'est pas encore achevée, mais les Athletics refusent d'effectuer les coûteux déplacements dans l'ouest et préfèrent disputer des rencontres à domicile contre des équipes de sa région, même si ces dernières ne font pas partie de la Ligue. Philadelphie abandonne ainsi la saison après avoir joué 35 matchs à domicile et 25 matchs à l'extérieur. Cette attitude d'abandon pousse la Ligue à exclure l'équipe, malgré son prestige. Les Athletics cessent leurs activités dans la foulée.
Parmi les plus fameux joueurs de cette formation, il convient de citer le lanceur-manager Dick McBride (1871-1875) qui lance pour 149 victoires et 79 défaites, le joueur de première base Cap Anson (1872-1875), le champ extérieur Al Reach (1871-1875), le champ intérieur Ezra Sutton (1873-1876), le champ intérieur Levi Meyerle (1871-1872, 1876), le champ gauche George Hall (1875-1876) qui signa une moyenne au bâton de .366 en 1876, et le lanceur Lon Knight (1875-186), 10 victoires (sur 14) en 1876.
En hommage à cette équipe, les Athletics de Philadelphie (aujourd'hui Athletics d'Oakland) adoptèrent leur nom en 1901.